# Associazione Calcio Perugia 1940-1941
Questa voce raccoglie le informazioni riguardanti l'Associazione Calcio Perugia nelle competizioni ufficiali della stagione 1940-1941.

## Stagione
L'estate del 1940 segnò la ricostituzione dell'Associazione Calcio Perugia dopo una stagione d'inattività, in cui nei campionati nazionali era stata sostituita da una formazione cittadina del Gruppo Universitario Fascista. Allenati dal danubiano Sándor Peics, i biancorossi chiusero all'ottava piazza il girone G della Serie C, agli stessi punti dell'Aquila e della Supertessile Rieti, rimanendo lontani da qualsivoglia possibilità di promozione. Non mostrò guizzi di sorta neanche il cammino in Coppa Italia dove i perugini, alla loro seconda partecipazione assoluta alla manifestazione, partendo dalle qualificazioni ebbero la meglio dei succitati aquilani e della MATER di Roma, prima di venir eliminati al secondo turno dai corregionali della Borzacchini Terni.

## Rosa
| N. |                   | Ruolo | Calciatore         |
| -- | ----------------- | ----- | ------------------ |
|    | Italia (bandiera) | D     | Sergio Andreoli    |
|    | Italia (bandiera) | C     | Mario Baldelli     |
|    | Italia (bandiera) | C     | W. Balducci        |
|    | Italia (bandiera) | C     | Dino Barluzzi      |
|    | Italia (bandiera) | P     | Ermanno Biagioni   |
|    | Italia (bandiera) | A     | A. Biscarini       |
|    | Italia (bandiera) | C     | U. Carpano         |
|    | Italia (bandiera) | A     | Alfredo Castellani |
|    | Italia (bandiera) | C     | Umberto De Angelis |
|    | Italia (bandiera) | A     | Flaminio Flamini   |
|    | Italia (bandiera) | A     | Alberto Galassi    |
|    | Italia (bandiera) | A     | Renzo Gobbi        |
|    | Italia (bandiera) | C     | Giuseppe Italiani  |
|    | Italia (bandiera) | A     | E. Lucchetti       |
|    | Italia (bandiera) | A     | Guglielmo Malaguti |

| N. |                      | Ruolo | Calciatore        |
| -- | -------------------- | ----- | ----------------- |
|    | Italia (bandiera)    | P     | Giuseppe Malerbi  |
|    | Italia (bandiera)    | A     | Ennio Masciolini  |
|    | Italia (bandiera)    | A     | Guido Mazzetti    |
|    | Italia (bandiera)    | D     | Umberto Mignini   |
|    | Italia (bandiera)    | D     | Alessandro Monni  |
|    | Italia (bandiera)    | D     | Walter Negroni    |
|    | Argentina (bandiera) | D     | Franco Ponzinibio |
|    | Italia (bandiera)    | A     | A. Posta          |
|    | Italia (bandiera)    | C     | Annibale Presenti |
|    | Italia (bandiera)    | D     | Angelo Ricci      |
|    | Italia (bandiera)    | A     | Otello Ricci      |
|    | Italia (bandiera)    | C     | Giuseppe Salvioli |
|    | Italia (bandiera)    | C     | Franco Sorcinelli |
|    | Italia (bandiera)    | A     | Giordano Varoli   |